# Mecolaesthus tabay
Mecolaesthus tabay là một loài nhện trong họ Pholcidae. Loài này được phát hiện ở Venezuela.